# Казан, Николас
Ни́колас «Ник» Каза́н (англ. Nicholas «Nick» Kazan; род. 15 сентября 1945, Нью-Йорк, Нью-Йорк, США) — американский сценарист, продюсер и режиссёр, известный по фильмам «Изнанка судьбы» (1990), «Матильда» (1996), «Падший» (1998), «Двухсотлетний человек» (1999), «С меня хватит!» (2002) и «Только правда» (2016). Лауреат премии Общества кинокритиков Бостона (1990). Номинировался на премии «Оскар» за лучший адаптированный сценарий (1991), «Золотой глобус» за лучший сценарий (1991), Гильдии сценаристов США за лучший адаптированный сценарий (1991) и Брэма Стокера за лучший сценарий (1999).

## Биография
Родился в Нью-Йорке (США). Сын режиссёра Элиа Казана и его первой супруги, драматурга Молли Казан. По линии матери является прямым потомком отца-основателя США Роджера Шермана.
С 1984 года женат на сценаристке Робин Свайкорд, в браке с которой имеет дочерей Зои и Майю.

## Фильмография
- 1972 — The Chicken Little Comedy Show (сценарист)
- 1977 — 1988: The Remake (сценарист)
- 1982 — Фрэнсис (сценарист)
- 1984 — Импульс[англ.] (сценарист)
- 1986 — В упор (сценарист)
- 1988 — Патти Херст[англ.] (сценарист)
- 1989 — На краю (сценарист, режиссёр)
- 1990 — Изнанка судьбы (сценарист, сопродюсер)
- 1991 — Гангстеры (сценарист)
- 1993 — Секс, ложь, безумие (сценарист, режиссёр)
- 1996 — Матильда (сценарист, сопродюсер)
- 1998 — Падший (сценарист, исполнительный продюсер)
- 1998 — Доморощенный (сценарист)
- 1999 — Двухсотлетний человек (сценарист)
- 2002 — С меня хватит (сценарист)
- 2016 — Только правда[англ.] (сценарист, исполнительный продюсер)
- 2016 — Молчание (исполнительный продюсер)
- 2016 — Лунная кровь (сценарист)